# 分鏡

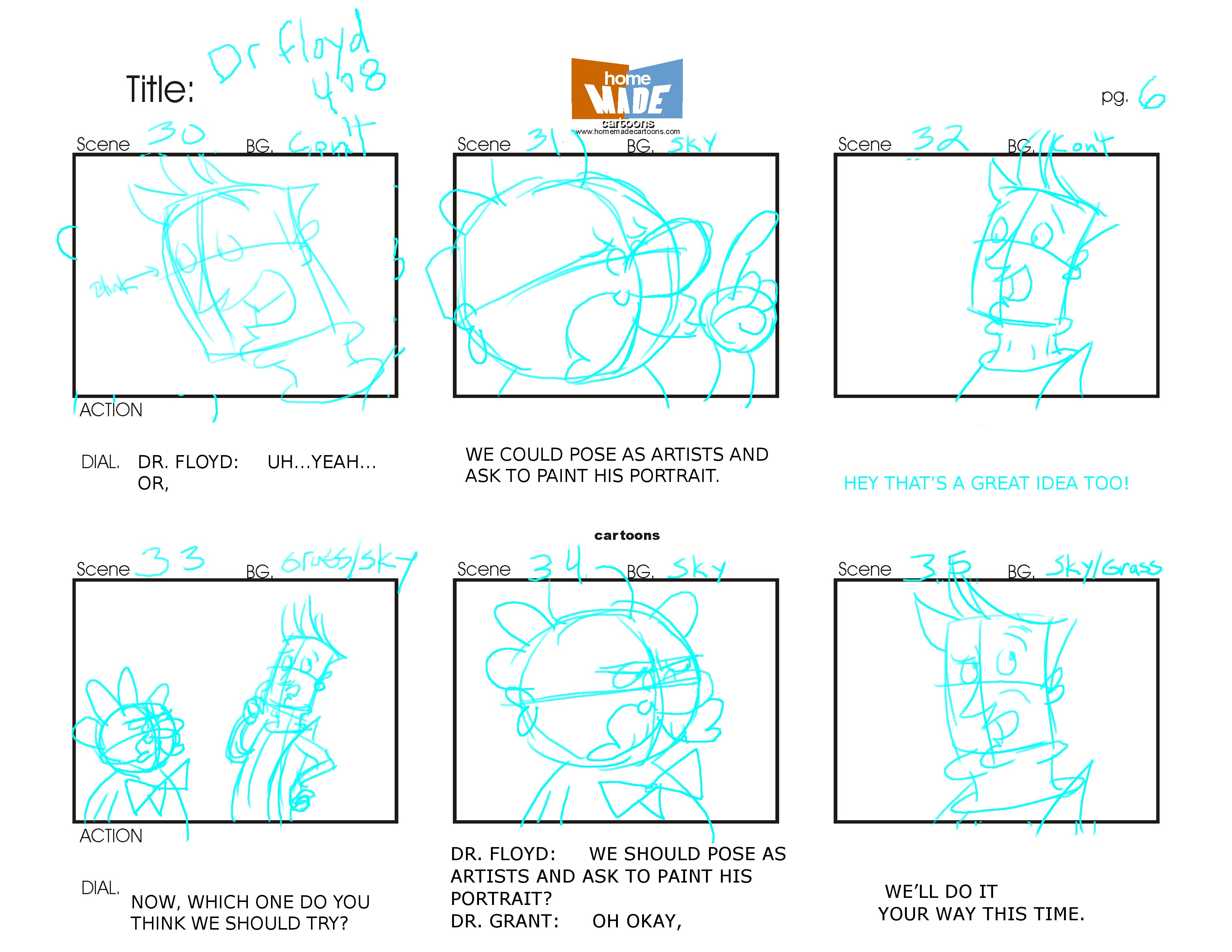
《The Radio Adventures of Dr. Floyd》的分镜

分鏡或分鏡腳本，又称故事板（storyboard），是指電影、動畫、電視劇、廣告、音樂錄影帶等各種影像媒體，在實際拍攝或繪製之前，以故事圖格的方式來說明影像的構成，將連續畫面以一次運鏡為單位作分解，並且標註運鏡方式、時間長度、對白、特效等。

## 影片
影片上的分鏡用以解說一個場景將如何構成；人物等被寫體以多大的比例收入鏡頭成為構圖、做出什麼動作、說甚麼對白；攝影機要從哪個角度切入或帶出、攝影機本身怎麼移動、錄映多少時間等。
分鏡會因應製作者的風格而有着不同的版本。有的分鏡不但会用插圖來說明，还會附有簡單的文字等敘述詳細解說該場景的內容。變化少的場景常常以一個畫格說明，而有大幅變化的會跨好幾格為一個場景作解說。有些分鏡製作人會以分鏡腳本為掌握整體形象用的、不解說全部的場景，詳細敘述全部場景的內容則會分開編寫。
分鏡通常是由導演親自編繪，也有專門的分鏡師。在有劇本在的電影與電視劇，劇本先寫好後再來製作分鏡。在大量使用特效的電影中，會根據分鏡製「影像分鏡」（或稱為Animatic、Previsualization），通常為簡單的mk動畫。另外亦有以漫畫或畫面先作分鏡，其後再創作劇本的製作方法。
藝術性與資料性高的分鏡有時會製作成書，例如日本吉卜力工作室的宮崎駿和高畑勳的分鏡集。

## 漫畫
在日本漫畫業界的分鏡（ネーム，name），是指描繪漫畫時如同設計圖一般的東西。與電影的分鏡，戲劇的場景接近。在其上記載著，要如何分配畫格、以什麼方式展現角色、要讓角色說出什麼台詞等內容的東西。
首先漫畫家和編輯商討過後開始畫分鏡，再依分鏡更進一步研討，編輯同意許可後才畫原稿。此外在有原作者的作品，有時候是原作者來製作分鏡。此時最初和編輯的討論是由原作者參與。
比起繪畫功力，更被注重的是影像的構成、傳達內容的能力，被認為是在漫畫業界裡最要求漫畫家才能的部分。在漫畫業界裡，負責擔任分鏡的人（作畫家、原作者）會被作為該作品實際上的作者。